# Grand Prix Formule 1 van Duitsland 1981
De Grand Prix Formule 1 van Duitsland 1981 werd gehouden op 2 augustus 1981 op de Hockenheimring.

## Uitslag
| Positie | Nummer | Rijder             | Team           | Ronden | Tijd/Opgave         | Startplaats | Punten |
| ------- | ------ | ------------------ | -------------- | ------ | ------------------- | ----------- | ------ |
| 1       | 5      | Nelson Piquet      | Brabham-Ford   | 45     | 1:25:55.60          | 6           | 9      |
| 2       | 15     | Alain Prost        | Renault        | 45     | + 11.52             | 1           | 6      |
| 3       | 26     | Jacques Laffite    | Ligier-Matra   | 45     | + 1:04.60           | 7           | 4      |
| 4       | 6      | Héctor Rebaque     | Brabham-Ford   | 45     | + 1:39.69           | 16          | 3      |
| 5       | 3      | Eddie Cheever      | Tyrrell-Ford   | 45     | + 1:50.52           | 18          | 2      |
| 6       | 7      | John Watson        | McLaren-Ford   | 44     | + 1 Ronde           | 9           | 1      |
| 7       | 11     | Elio de Angelis    | Lotus-Ford     | 44     | + 1 Ronde           | 14          |        |
| 8       | 32     | Jean-Pierre Jarier | Osella-Ford    | 44     | + 1 Ronde           | 17          |        |
| 9       | 22     | Mario Andretti     | Alfa Romeo     | 44     | + 1 Ronde           | 12          |        |
| 10      | 27     | Gilles Villeneuve  | Ferrari        | 44     | + 1 Ronde           | 8           |        |
| 11      | 1      | Alan Jones         | Williams-Ford  | 44     | + 1 Ronde           | 4           |        |
| 12      | 30     | Siegfried Stohr    | Arrows-Ford    | 44     | + 1 Ronde           | 24          |        |
| 13      | 16     | René Arnoux        | Renault        | 44     | + 1 Ronde           | 2           |        |
| 14      | 33     | Marc Surer         | Theodore-Ford  | 43     | Ophanging           | 22          |        |
| 15      | 23     | Bruno Giacomelli   | Alfa Romeo     | 43     | + 2 Rondes          | 19          |        |
| NC      | 14     | Eliseo Salazar     | Ensign-Ford    | 39     | Niet geklasseerd    | 23          |        |
| DNF     | 9      | Slim Borgudd       | ATS-Ford       | 35     | Motor               | 20          |        |
| DNF     | 2      | Carlos Reutemann   | Williams-Ford  | 27     | Motor               | 3           |        |
| DNF     | 29     | Riccardo Patrese   | Arrows-Ford    | 27     | Motor               | 13          |        |
| DNF     | 25     | Patrick Tambay     | Ligier-Matra   | 27     | Transmissie         | 11          |        |
| DNF     | 17     | Derek Daly         | March-Ford     | 15     | Ophanging           | 21          |        |
| DNF     | 12     | Nigel Mansell      | Lotus-Ford     | 12     | Brandstoflek        | 15          |        |
| DNF     | 8      | Andrea de Cesaris  | McLaren-Ford   | 4      | Botsing             | 10          |        |
| DNF     | 28     | Didier Pironi      | Ferrari        | 1      | Elektrisch probleem | 5           |        |
| DNQ     | 20     | Keke Rosberg       | Fittpaldi-Ford |        |                     |             |        |
| DNQ     | 35     | Brian Henton       | Osella-Ford    |        |                     |             |        |
| DNQ     | 31     | Beppe Gabbiani     | Osella-Ford    |        |                     |             |        |
| DNQ     | 36     | Derek Warwick      | Toleman-Hart   |        |                     |             |        |
| DNQ     | 4      | Michele Alboreto   | Tyrrell-Ford   |        |                     |             |        |
| DNQ     | 21     | Chico Serra        | Fittpaldi-Ford |        |                     |             |        |

## Statistieken
| Pole-position | Alain Prost | Renault       | 1:47.50 |
| Snelste ronde | Alan Jones  | Williams-Ford | 1:52.42 |

## Noot
- Dit was de driehonderdste Grand Prix-start voor een Franse coureur en voor een Amerikaanse coureur.
- Dit was de eerste pole position voor Alain Prost.

1931 · 1932 · 1934 · 1935 · 1936 · 1937 · 1938 · 1939 · 1951 · 1952 · 1953 · 1954 · 1956 · 1957 · 1958 · 1959 · 1961 · 1962 · 1963 · 1964 · 1965 · 1966 · 1967 · 1968 · 1969 · 1970 · 1971 · 1972 · 1973 · 1974 · 1975 · 1976 · 1977 · 1978 · 1979 · 1980 · 1981 · 1982 · 1983 · 1984 · 1985 · 1986 · 1987 · 1988 · 1989 · 1990 · 1991 · 1992 · 1993 · 1994 · 1995 · 1996 · 1997 · 1998 · 1999 · 2000 · 2001 · 2002 · 2003 · 2004 · 2005 · 2006 · 2008 · 2009 · 2010 · 2011 · 2012 · 2013 · 2014 · 2016 · 2018 · 2019